# Upton Magna
Upton Magna es una localidad en el condado de Shropshire, en Inglaterra en el Reino Unido. 
Magna en latín significa "grande". Por lo tanto el significado de Upton Magna sería "Gran Upton".
En las cercanías se encuentran las localidades de Uffington, Rodington, Withington y la boscosa Colina Haughmond.
Upton Magna es también destacable por encontrarse la casa de campo (cottage) más antigua (que se encuentra en uso en la actualidad) en el Reino Unido y posiblemente en Europa - Cruck Cottage - la cual tiene el tejado hecho de paja tratada, la casa con estructura de madera se encuentra cercana a la iglesia.[cita requerida] Los test en las vigas de madera de la casa han demostrado que serían originarias del año 1269.[cita requerida]
La ciudad con mayor población más cercana a Upton Magna es Shrewsbury, que se encuentra justo a 8 millas al oeste (12 kilómetros). Los lugares de interés clave en la aldea incluyen la escuela primaria, la iglesia, la sala de fiestas local, el pub y un parque de negocios.
La escritora E. M. Almedingen vivió en la localidad más de 25 años, desde 1945 hasta 1971, fecha de su fallecimiento.

## Imágenes

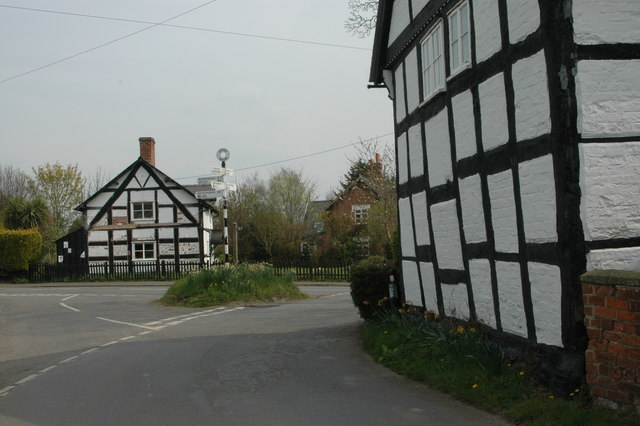
Cruce de caminos en Upton Magna.